# Tom King (escritor)
Tom King (15 de julho de 1978) é um autor, escritor de histórias em quadrinhos estadunidense e ex-agente do departamento contra-terrorismo da CIA. Conhecido principalmente por ter escrito The Vision para a Marvel Comics, The Sheriff of Babylon para a Vertigo, Batman e Mister Miracle na fase "Rebirth" ("Renascimento"), para a DC Comics; além do romance A Once Crowded Sky.

## Início da vida
King cresceu no sul da Califórnia. Sua mãe trabalhava para a indústria cinematográfica, o que inspirou seu amor pela narrativa. Estagiou tanto na DC como na Marvel Comics no final dos anos de 1990. Estudou filosofia e história na Universidade Columbia e graduou-se em 2000.

## Carreira
King estagiou na DC Comics e Marvel Comics, onde foi assistente do escritor Chris Claremont da revista X-Men, antes de ingressar na unidade contraterrorismo da CIA após o 11 de Setembro. King passou sete anos no departamento de operações contraterrorismo da CIA até sua saída para escrever seu romance de estreia, A Once Crowded Sky, depois do nascimento do seu primeiro filho.
A Once Crowded Sky, romance de super-heróis de King com páginas de quadrinhos ilustradas por Tom Fowler, foi publicado em 10 de julho de 2012 pela Touchstone, um selo da Simon & Schuster, com recepção positiva.
King foi escolhido para co-escrever com Tim Seeley a revista Grayson para a DC Comics, a arte da HQ ficou com Mikel Janin. Depois de terminarem a Nightwing #30, King, Seeley e Janin lançaram Grayson em maio de 2014, protagonizada por Dick Grayson que abandona o manto do Asa Noturna aos 22 anos para torna-se o Agente 37, um espião da Spyral. King e Seeley escreveram a série em conjunto, só que algumas edições foram assinadas somente por um dos roteiristas, King forneceu autenticidade adicional por causa do seu tempo na CIA.
Um relançamento da clássica série da DC Comics The Omega Men foi publicada em junho de 2015 por King e o artista estreante Barnaby Bagendas, como parte do relançamento da editora, o selo DC You. A série acompanha um grupo de rebeldes na luta contra um império galáctico opressor, estrelada pelo Lanterna Branco Kyle Rayner. Os Ômega Men, criados em 1981, são uma espécie de equivalente cósmico da DC aos Guardiões da Galáxia da Marvel, com traços mais obscuros. O uso dos nove painéis por página empregado por Bagenda e King, popularizada por Alan Moore e Dave Gibbons em Watchmen, foi elogiado pelos críticos.
Na San Diego Comic-Con de 2015, a Vertigo revelou um novo projeto "creator-owned" escrito por King com arte de Mitch Gerads batizado de The Sheriff of Baghdad. O projeto, uma série da Vertigo, linha adulta e experimental da DC, ao estilo dos títulos Preacher e Scalped, lançada no final de 2015 e inspirada no tempo que King passou no Iraque enquanto trabalhava para a CIA. Inicialmente uma minissérie de oito edições, depois foi rebatizada para The Sheriff of Babylon e passou a ser uma série regular. A primeira edição lançada em dezembro de 2015 foi aclamada pela crítica. Como parte das celebrações dos 75 anos do Robin em 2015, a DC anunciou em painel na convenção, "Robin War" ("Guerra dos Robins"), um arco crossover durante cinco semanas das revistas Grayson, Detective Comics, Robin: Son of Batman e We Are Robin com início em dezembro; King foi o orquestrador do enredo do crossover e escritor de duas edições especiais ("one-shots"), para abrir e fechar série.
Como parte do relançamento All-New, All-Different da Marvel Comics, King foi anunciado como escritor da revista The Vision, uma nova série regular do personagem e sua nova família, ao lado do artista Gabriel Hernández Walta, cores por Jordie Bellaire e capas de Mike Del Mundo, lançada em novembro de 2015. The Vision foi bem recebida pelo público, com os críticos chamando a série de uma das "maiores surpresas" da Marvel e elogiando a narrativa, arte e cores.
Em setembro de 2015, a DC cancelou The Omega Men de King e mais 4 títulos e a série terminaria na sétima edição. Após a resposta negativa dos fãs com o cancelamento, Jim Lee, co-publisher da DC, anunciou que trariam novamente a The Omega Men até pelo menos a edição #12. Lee descreveu a decisão de cancelar a série como "um pouco precipitada" creditando a aclamação da crítica e as reações nas mídias pelos fãs à revista como a razão pelo qual o título iria continuar a ser publicado para um total de 12 edições.
King escreveu uma edição especial de Green Lantern interligada à história "Darkseid War" da Liga da Justiça, intitulada "Will You Be My God?", que James Whitbrook do io9 elogiou como "uma das melhores" do Lanterna Verde.
King e o co-roteirista Tim Seeley anunciaram que deixariam Grayson depois da edição #18, e King esclareceu no Twitter que eles estavam trabalhando em algo "grande e legal" e precisavam de tempo. King e Seeley deixaram oficialmente a série em fevereiro na edição #17 (2016), com Jackson Lanzing e Collin Kelly assumindo as três últimas edições, a partir da edição #18 de março.
A DC Comics anunciou em fevereiro de 2016 que King assinou um acordo de exclusividade com a editora, que passaria a escrever exclusivamente para a DC e Vertigo. King revelou através de sua conta no Twitter que escreveria a edição 12 de The Vision, concluindo a série e o arco que ele havia planejado no início.
Em março de 2016, foi anunciado que King escreveria o título quinzenal do Homem-Morcego, Batman, que teve seu numeração reiniciada para a edição #1, substituindo o escritor de longa data do título Scott Snyder, como parte do relançamento da DC em junho chamado Rebirth.
Em 2017, o roteirista da HQ do Batman, Tom King junto com o desenhista de Sheriff of Babylon, Mitch Gerards, começaram a minissérie do Senhor Milagre ("Mister Miracle"). Criado por Jack Kirby para a DC Comics em 1971, Scott Free faz parte do universo do Quarto Mundo e dos Novos Deuses. A HQ começou a sair em agosto e terá um total de 12 edições. O CBR veiculou que devido ao grande sucesso de Senhor Milagre, a primeira e a segunda edição da minissérie estão esgotadas e a editora irá imprimir novas revistas pela terceira e pela segunda vez, respectivamente. Em entrevista, em janeiro de 2018, Dan DiDio, editor da DC Comics, afirmou que a ideia para Mister Miracle (um dos quadrinhos mais elogiados de 2017) surgiu durante uma conversa de bar durante a madrugada.
Em junho de 2018, a DC Comics anunciou que King estaria escrevendo Heroes in Crisis, uma minissérie centrada em torno de um conceito que ele introduziu em Batman. No mês seguinte, ele recebeu o Prêmio Eisner de Melhor Escritor, dividido com a escritora Marjorie Liu.
Em maio de 2019, a DC Comics anunciou que King deixaria o posto de escritor em Batman na edição #85, mas seguirá escrevendo o personagem na minissérie Batman e Mulher-Gato, encerrando assim seu planejamento para o herói. O autor foi escolhido para roteirizar o filme baseado nos Novos Deuses, projeto dirigido pela cineasta Ava DuVernay. Em julho, foi agraciado com seu segundo Prêmio Eisner de Melhor Escritor, além de fazer parte da equipe criativa ganhadora nas categorias Melhor História Curta, Melhor Minissérie e Melhor Álbum Gráfico de Republicação.

## Vida pessoal
King mora em Washington, D.C. com a esposa e seus três filhos.

## Prêmios
- 2017 — Prêmio Eisner como Melhor História: "Good Boy", junto com David Finch, por Batman Annual #1 (DC);[50]
- 2017 — Prêmio Eisner como Melhor Minissérie: The Vision, junto com Gabriel Walta (Marvel).[50]
- 2018 — Prêmio Eisner como Melhor Escritor por Batman Annual #2, Batman/Elmer Fudd Special #1 e Mister Miracle.[45][51]
- 2019 — Prêmio Eisner como Melhor Escritor por Batman, Mister Miracle, Heroes in Crisis e Swamp Thing Winter Special (DC Comics)

### Romance
- A Once Crowded Sky (com ilustrações de Tom Fowler, 336 páginas, Touchstone, 2012, ISBN 1-4516-5200-3)

### DC Comics e Vertigo
- Time Warp: "It's Full of Demons" (com Tom Fowler, antologia, edição especial, 2013)

- Nightwing vol. 3 #30: "Setting Son" (com Tim Seeley, Javier Garrón, Jorge Lucas e Mikel Janín, 2014) compilado em Volume 5: Setting Son (graphic novel, 200 páginas, 2014, ISBN 1-4012-5011-4)

- Grayson (com Tim Seeley, Mikel Janín, Stephen Mooney (#7, 14, Annual #1, edição especial Futures End e um conto da Secret Origins v3 #8) e Álvaro Martínez (Annual #2), 2014–2016) compilado como:
  - Agents of Spyral (coletando #1–4, edição especial Futures End e um conto da Secret Origins v3 #8, capa dura, 160 páginas, 2015, ISBN 1-4012-5234-6; capa comum, 2016, ISBN 1-4012-5759-3)
  - We All Die at Dawn (coletando #5–8 e Annual #1, graphic novel, 160 páginas, 2016, ISBN 1-4012-5760-7)
  - Nemesis (coletando preview da Divergence, #9–12 e Annual #2, graphic novel, 160 páginas, 2016, ISBN 1-4012-6276-7)
  - A Ghost in the Tomb (coletando #13–17, graphic novel, 184 páginas, 2016, ISBN 1-4012-6762-9)

- Vertigo Quarterly: CMYK #4: "Black Death in America" (com John Paul Leon, antologia, 2015) compilado em CMYK (graphic novel, 296 páginas, 2015, ISBN 1-4012-5336-9)

- Teen Titans v5 Annual #1: "The Source of Mercy" (com Will Pfeifer, Alisson Borges e Wes St. Claire, 2015) compilado em Volume 2: Rogue Targets (graphic novel, 192 páginas, 2016, ISBN 1-4012-6162-0)

- The Omega Men v3 #1–12 (com Barnaby Bagenda e Toby Cypress (#4), 2015–2016) compilando The Omega Men: The End is Here (graphic novel, 296 páginas, 2016, ISBN 1-4012-6153-1)

- Justice League: Darkseid War: Green Lantern: "Will You Be My God?" (com Evan Shaner, edição especial, 2016) compilado em Justice League: Power of the Gods (capa dura, 200 páginas, 2016, ISBN 1-4012-6149-3; capa comum, 2016, ISBN 1-4012-6524-3)

- Robin War (capa dura, 256 páginas, 2016, ISBN 1-4012-6208-2; capa comum, 2017, ISBN 1-4012-6811-0) incluindo:
  - "With the Greatest of Ease" (com Rob Haynes, Khary Randolph, Mauricet, Jorge Corona e Andres Guinaldo, em #1, 2016)
  - "The Daring Young Man" (com Carmine Di Giandomenico, Khary Randolph, Álvaro Martínez, e Scott McDaniel, em #2, 2016)

- The Sheriff of Babylon #1–12 (com Mitch Gerads, 2016–2017) compilado como:
  - Vol. 1: Bang. Bang. Bang. (coletando #1–6, graphic novel, 160 páginas, 2016, ISBN 1-4012-6466-2)[52]
  - Vol. 2: Pow. Pow. Pow. (coletando #7–12, graphic novel, 160 páginas, 2017, ISBN 1-4012-6726-2)[53]
  - The Sheriff of Babylon: The Deluxe Edition (coletando #1–12, graphic novel, capa dura, 299 páginas, 2018, ISBN 978-1401277918)[54]

- Batman vol. 3 (com Scott Snyder (edição especial Rebirth), David Finch, (#1–6), Mikel Janín (edição especial Rebirth, #9–...), Steve Orlando + Riley Rossmo (#7–8), 2016–...) compilado como:
  - Vol. 1: I Am Gotham (coletando a edição especial Rebirth e #1–6, graphic novel, 192 páginas, 2017, ISBN 1-4012-6777-7)
  - Vol. 2: I Am Suicide (coletando #9–15, graphic novel, 168 páginas, 2017, ISBN 1-4012-6854-4)
  - Vol. 3: I Am Bane (coletando #16–20, 23–24 e o conto "Good Boy" da Batman Annual v3 #1, graphic novel, 176 páginas, 2017, ISBN 1-4012-7131-6)
  - Vol. 4: The War of Jokes and Riddles (coletando #25–32, graphic novel, 200 páginas, 2018, ISBN 978-1401273613)
  - Vol. 5: Rules of Engagement (coletando #33–37, graphic novel, 160 páginas, 2018, ISBN 978-1401277314)
  - Vol. 6: Bride or Burglar (coletando #38–44, graphic novel, 168 páginas, 2018, ISBN 978-1401280277)

- Batman/Elmer Fudd Special #1 (com Lee Weeks, edição especial, junho de 2017)

- Mister Miracle vol. 4 #1–12 (com Mitch Gerads, agosto de 2017–...)

- The Kamandi Challenge #9 (com Kevin Eastman, setembro de 2017)
- Batman/The Flash: The Button Deluxe Edition (com Joshua Williamson, Jason Fabok e Howard Porter) compilando Batman vol. 3 #21–22 e The Flash vol. 5 #21–22 (capa dura, graphic novel, 104 páginas, outubro de 2017, ISBN 978-1401276447)[55]
- Batman: Night of the Monster Men (com Steve Orlando, Riley Rossmo e vários outros) compilando Batman vol. 3 #7–8 e Nightwing #7–8 e Detective Comics #941–942 (graphic novel: capa cartão, 144 páginas, outubro de 2017, ISBN 978-1401274313; capa dura, 144 páginas, fevereiro de 2018, ISBN 978-1401270674)[56][57]

### Marvel
- The Vision vol. 2 (com Gabriel Hernández Walta e Michael Walsh (#7), Marvel, 2016) compilado como:
  - Little Worse than a Man (coletando #1–6, graphic novel, 136 páginas, 2016, ISBN 0-7851-9657-9)
  - Little Better than a Beast (coletando #7–12, graphic novel, 136 páginas, 2016, ISBN 0-7851-9658-7)
  - Vision: The Complete Series (Vision: Director's Cut) coletando #1–12, graphic novel, capa dura, 488 páginas, janeiro de 2018, ISBN 978-1302908539)